# جبريل ديمون
جبريل ديمون (بالإنجليزية: Gabriel Damon)‏ (و. 1976 – م) هو ممثل، ومنتج أفلام، وممثل تلفزيوني، من الولايات المتحدة الأمريكية، ولد في رينو، نيفادا.

## وصلات خارجية
- جبريل ديمون على موقع IMDb (الإنجليزية)
- جبريل ديمون على موقع ألو سيني (الفرنسية)
- جبريل ديمون على موقع أول موفي (الإنجليزية)
- جبريل ديمون على موقع قاعدة بيانات الأفلام السويدية (السويدية)
- جبريل ديمون على موقع قاعدة بيانات الفيلم (الإنجليزية)
- جبريل ديمون على موقع كينوبويسك (الروسية)